# Thuyết trình bán hàng
Trong kỹ thuật bán hàng, thuyết trình bán hàng hoặc quảng cáo chiêu hàng là một cuộc trò chuyện nhằm thuyết phục ai đó hoặc điều gì đó, với chiến lược thuyết trình bán hàng dự kiến của sản phẩm hoặc dịch vụ được thiết kế để bắt đầu và đóng bán sản phẩm hoặc dịch vụ.
Quảng cáo chiêu hàng về cơ bản được thiết kế để giới thiệu sản phẩm hoặc dịch vụ cho khán giả không biết gì về sản phẩm hoặc mở rộng mô tả sản phẩm hoặc dịch vụ mà khán giả đã thể hiện sự quan tâm. Chuyên gia bán hàng chuẩn bị và đưa ra một quảng cáo chiêu hàng, có thể chính thức hoặc không chính thức và có thể được phân phối theo bất kỳ cách nào.

## Các yếu tố

### Ấn tượng đầu tiên

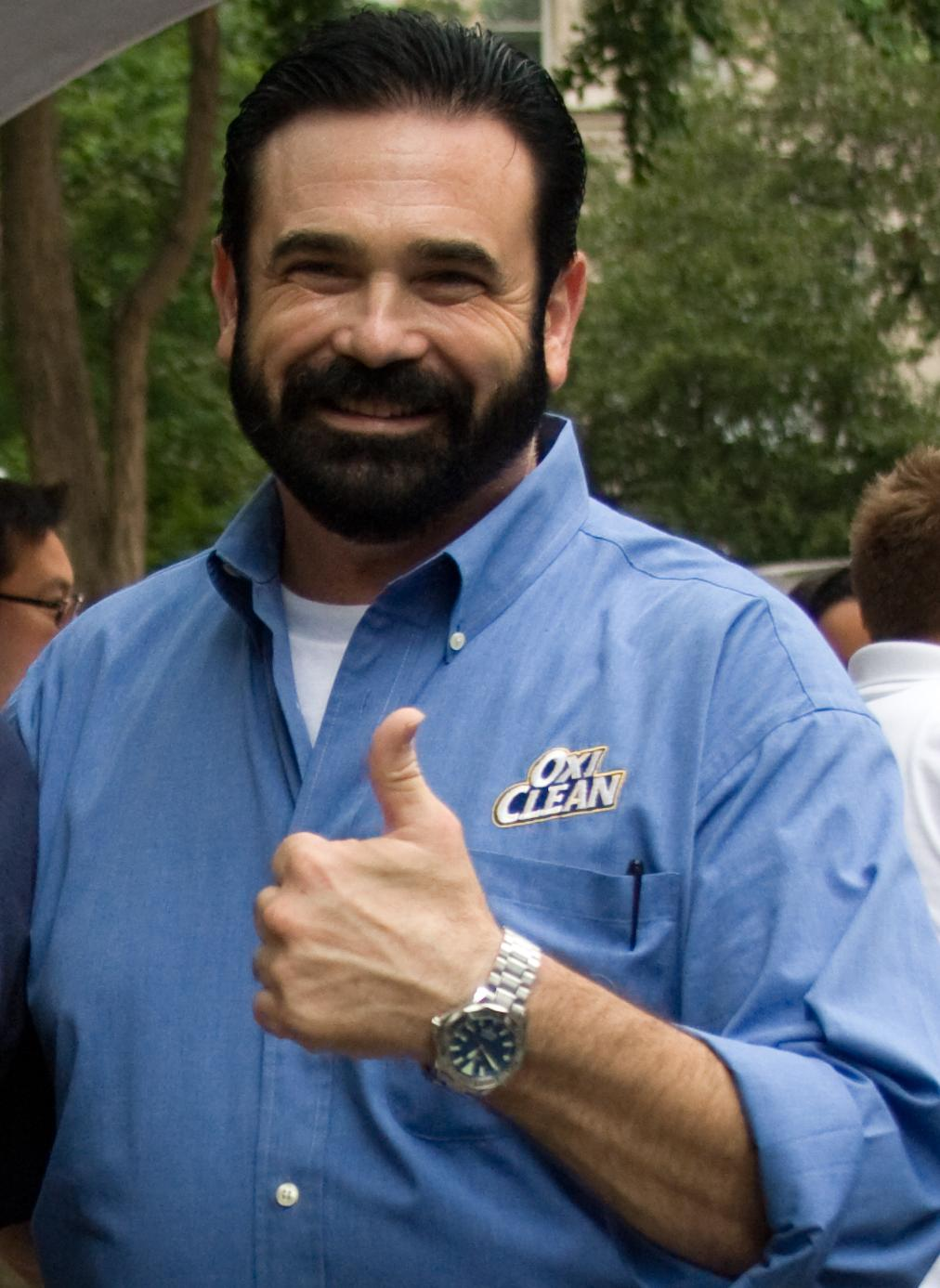
Billy Mays nổi tiếng với những quảng cáo chiêu hàng trên truyền hình Mỹ

Ấn tượng thị giác và âm thanh đầu tiên trên thị trường hoặc khách hàng có thể thu hút bất kỳ trong năm giác quan để bắt đầu mối liên kết hóa học tuyệt vời giữa người mua và người bán.
Một cách để thu hút các ứng cử viên tiềm năng để đảm bảo quảng cáo tổng thể được nhấn mạnh. Không nhất thiết phải trao đổi tiền tệ nhưng phải thực hiện thỏa thuận thương mại hoặc hợp đồng chính thức từ bên quảng cáo chiêu hàng. Với một loạt các kỹ thuật bán hàng được sử dụng để "chiêu dụ", có thể áp dụng một hoặc một sự kết hợp trong một nỗ lực duy nhất.
Lấy cảm hứng từ những gì đã làm việc trong quá khứ từ những người đóng góp thành công cho nghệ thuật chiêu hàng, ít nhất một sự thay đổi nhỏ luôn được yêu cầu để nó trở thành một sự chiêu hàng chân thực và hiệu quả nhất, nếu không thì âm thanh sẽ không phù hợp với người bán trang phục và trong các tình huống quan trọng được phát hiện là giả mạo của ứng cử viên và trong trường hợp này bất chấp mục đích.
Để chiêu hàng nổi bật, người ta phải biết chính xác những gì bên kia muốn và không muốn. Được thông báo về càng nhiều thông tin càng tốt về ứng cử viên được quảng cáo. Tập trung vào một sự cân bằng ảo của nhu cầu của ứng viên và mong muốn tối đa hóa đòn bẩy của một người khi đang trong quá trình quảng cáo chiêu hàng. Ý nghĩa nói chung: người ta chỉ có một cơ hội để tạo ấn tượng tốt đầu tiên. Ít nhất hai giác quan phải kết nối: thị giác và thính giác. Nhưng càng có nhiều người có thể kết nối tại một điểm tác động, thì càng tốt.

## Tuyên bố bắt đầu
Thông thường câu đầu tiên của một màn chào hàng được cho là một tuyên bố thu hút sự chú ý hoặc một tuyên bố tích cực giới thiệu thông tin tốt nhất về nhà cung cấp hàng hóa hoặc dịch vụ. Phương pháp thường được chọn tùy thuộc vào khoảng chú ý hiện có từ khách hàng tiềm năng.
Có một số nhóm nhất định có nhịp độ chú ý thấp hơn (ví dụ như trẻ em) mà một màn chào hàng phải thu hút sự chú ý của họ trong vài giây đầu tiên để có hiệu quả. Phương pháp thường được sử dụng cho việc này là bắt đầu một cuộc nói chuyện với một tuyên bố đáng ngạc nhiên hoặc thậm chí gây sốc mà các mục tiêu sau đó ở lại để xem kết luận.
Thông thường phụ nữ có con, chủ cửa hàng, và mọi người vội vã không thể quan tâm nhiều, đặc biệt là nếu lời giải thích không hấp dẫn ngay lập tức hoặc khả năng  phát âm kém. các mặt hàng tiêu dùng nhanh, có giá trị thấp (FMCG) thường được biết là triển khai phương pháp đầu tiên.
Trong chiến lược thứ hai, 'tuyên bố tích cực bắt đầu' được thông qua trong việc bán giải pháp thường bán trực tiếp cho doanh nghiệp và hoặc giá trị cao và bán hàng hóa vốn. Ở đây, mục đích của tuyên bố tích cực là nhấn mạnh một khía cạnh tích cực cụ thể của một nhà cung cấp để thương hiệu nó theo nhu cầu tình huống của người bán.